# 新発田南バイパス

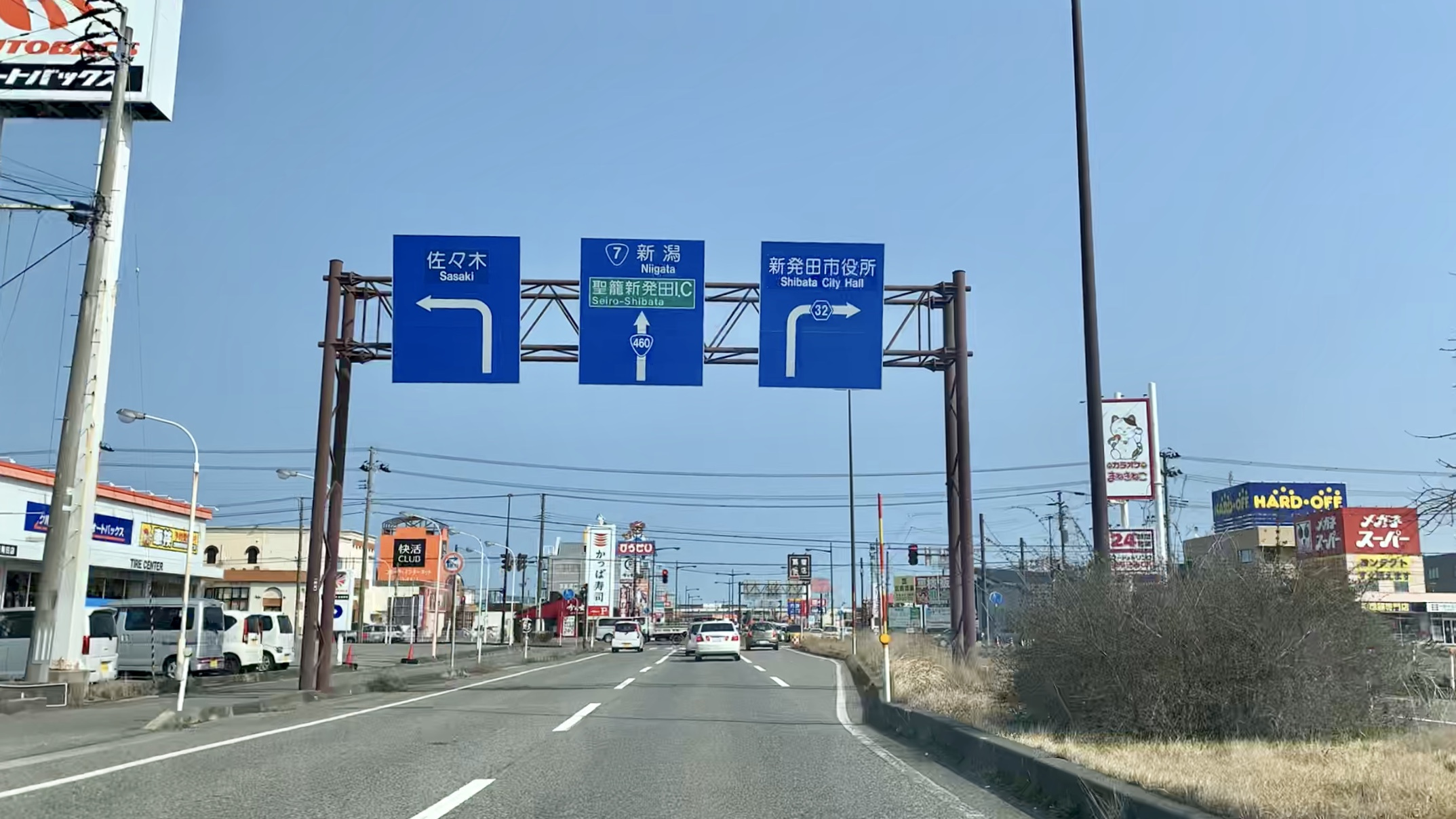
新栄町交差点付近

新発田南バイパス（しばたみなみバイパス）は、新潟県新発田市内の、国道460号・国道290号から構成されるバイパス道路。

## 概要
新発田市新栄町の国道7号新新バイパス・新発田ICから、JR白新線・西新発田駅前を経て、同市大字荒町の東荒町交差点の国道290号、豊浦工業団地付近に達する約4.8kmの道路。新発田市の都市計画道路「新栄町荒町線」に該当する。
新発田市南部地域の外環状線として整備が進められ、新新バイパス全通に先駆け、まず新発田IC〜新栄町交差点間（0.5km）が開通し、当面は新発田ICから市中心部へのアクセス道路として機能。バイパス路線としては2003年7月29日に新栄町交差点〜富塚町交差点間（1.3km）が開通。そして2004年3月30日に新栄町交差点〜荒町交差点間（2.1km）が開通したことにより、ほぼ大部分が完成した。このとき開通している全区間が片側2車線で平面交差。白新線はオーバーパスして立体交差する。また、残りの荒町交差点〜東荒町交差点までの区間（0.9km）も国道290号 荒町バイパスとして2013年3月25日に暫定2車線で開通した。
東荒町交差点より先は、市道五十公野バイパス線（2014年開通）、新潟県道14号新発田津川線五十公野バイパス（2022年開通）を経て阿賀町へ至り、新潟東港と福島県をつなぐ最短ルートを構成する。
尚、路線としては荒町バイパスの開通前までは新発田IC〜新栄町交差点間が県道32号線、新栄町交差点〜荒町交差点間が県道60号線、荒町交差点〜東荒町交差点間が国道290号となっていたが、荒町バイパスの開通を期に新発田IC〜荒町交差点間が国道460号、荒町交差点〜東荒町交差点が国道290号となった。

## 主な接続路線
- 国道7号（新新バイパス）- 新発田IC
- 新潟県道26号新発田豊栄線・国道7号（新発田バイパス）- 同
- 新潟県道32号新発田停車場線 - 新栄町交差点
- 新潟県道60号住吉上館線 - 冨塚町2交差点
- 国道290号 - 荒町交差点
- 市道五十公野バイパス線 - 東荒町交差点